# Bengt Forkman
Bengt Gustav Peter Forkman, född den 1 februari 1930 i Malmö, död den 2 november 2020, var en svensk fysiker. Han var vid sin död professor emeritus i kärnfysik vid fysiska institutionen vid Lunds universitet. 
År 1961 framlade han sin doktorsavhandling vid Lunds universitet. Forkman var senare en av initiativtagarna till vad som kom att bli det nationella forskningslaboratoriet Max-lab. Under åren 1981–1991 var han föreståndare för anläggningen om vilken han senare skrev boken Och det blev ljus : hur MAX-lab kom till, växte upp och blev stort.
Han hade även författat en 2006 utkommen biografi om den österrikiska fysikern Lise Meitner.
Bengt Forkman var son till prosten Gunnar Forkman.